# Anse Verdi
Pour les articles homonymes, voir Verdi (homonymie).

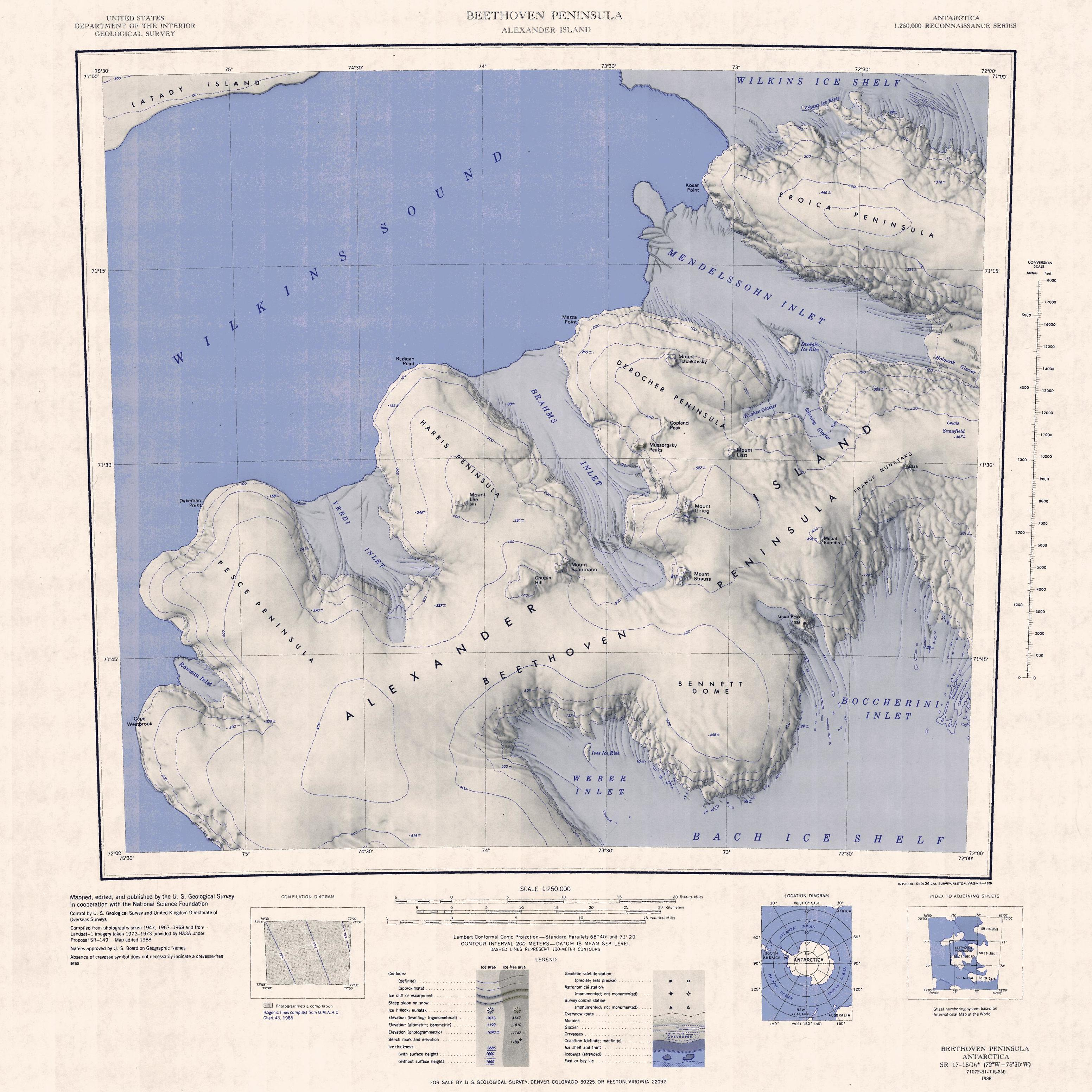
Topographie au 1:250,000 de la péninsule Beethoven montrant l'anse Verdi.

L'anse Verdi (en anglais Verdi inlet) est une petite baie de glace s'étendant entre la péninsule Pesce (en) et la Péninsule Harris (en), au nord de la Péninsule Beethoven, dans la partie sud-ouest de l'île Alexandre-Ier en Antarctique. 
L'anse fut observée depuis les airs et d'abord grossièrement cartographiée par l'Expédition Ronne en 1947-1948 puis plus précisément à partir des photos aériennes du RARE par Searle du British Antarctic Survey en 1960.
Elle fut nommée par l'UK Antarctic Place-Names Committee en hommage au compositeur italien d'opéras de la période romantique Giuseppe Verdi (1813–1901).